# حساب کسری
حساب کسری (به انگلیسی: Fractional calculus) بخشی از آنالیز ریاضی است که بر روی انجام عمل‌های مشتق و انتگرال روی اعداد حقیقی یا اعداد مختلط در مراتب کسری مطالعه می‌کند. به‌طور مثال عملگر مشتق به صورت روبه‌رو تعریف نمی‌شود
{\displaystyle D={\dfrac {d}{dx}},}
و عملگر انتگرال به صورت J. (در فیزیک از I استفاده می‌شود)
همچنین توان‌ها از روش ترکیب تابع بدست می‌آید به‌طور مثال، f2(x) = f(f(x)). و ممکن است این سؤال پیش بیاید که آیا
{\displaystyle {\sqrt {D}}=D^{\frac {1}{2}}\,}
معنی دارد. حساب کسری روی توان‌هایی از عملگر مشتق کار می‌کند که صحیح نیستند و می‌تواند هر مقدار گویایی به خود بگیرند:
{\displaystyle D^{a}\,}
از این طریق می‌توان معادلات دیفرانسیل با مشتقات کسری را تعریف کرد و سیستم‌های فیزیکی را مدل‌سازی کرد. کاربردهای این مدل‌سازی در فیزیک در شبیه‌سازی حرکت و شبیه‌سازی سیستم‌های ترمودینامیکی است.

## تاریخچه
تابع گاما (به انگلیسی: Gamma function) در علم ریاضیات، یک تعمیم پرکاربرد برای تابع فاکتوریل به اعداد مختلط است. نماد تابع گاما {\displaystyle \Gamma } می‌باشد، که این نماد حرف بزرگ گاما در الفبای یونانی است. تابع گاما برای همه اعداد مختلط، غیر از اعداد صحیح غیر مثبت، تعریف شده‌است. برای هر عدد صحیح مثبت {\displaystyle n} رابطه زیر برقرار است:
تابع گاما در امتداد محور حقیقی
تابع گاما در صفحه مختلط
{\displaystyle \Gamma (n)=(n-1)!\ .}
دانیال برنولی برای اعداد مختلط با قسمت حقیقی مثبت، رابطه زیر را برای تابع گامای این اعداد به دست آورد، این عبارت یک انتگرال ناسره همگرا می‌باشد:
0\ .}">{\displaystyle \Gamma (z)=\int _{0}^{\infty }x^{z-1}e^{-x}\,dx,\ \qquad \Re (z)>0\ .}0\ .}" style="margin: 0px; padding: 0px; border: 0px; font-style: inherit; font-variant: inherit; font-weight: inherit; font-stretch: inherit; line-height: inherit; font-family: inherit; font-size: 16px; vertical-align: -2.338ex; background: none; display: inline-block; width: 39.644ex; height: 5.843ex;">
تابع گاما به صورت امتداد تحلیلی این تابع انتگرالی به یک تابع مرومورفیک تعریف شده‌است (این تابع یک تابع تمام‌ریخت (هولومورفیک) در صفحه مختلط، بجز در اعداد صحیح غیر مثبت ، که در آنها تابع قطب ساده دارد، می‌باشد).
تابع گاما مقدار صفر ندارد، یعنی تابع گامای معکوس {\displaystyle 1/\Gamma } یک تابع کامل است. در واقع، تابع گاما متناظر با تبدیل ملین برای تابع نمایی منفی است:
{\displaystyle \Gamma (z)=\{{\mathcal {M}}e^{-x}\}(z).}
تعمیم‌های دیگری نیز برای تابع فاکتوریل وجود دارد، اما تابع گاما مردمی‌ترین و مفیدترین تعمیم می‌باشد. این تابع یکی از مولفه‌های مهم در توابع مختلف توزیع احتمال است؛ و از این رو تابع گاما، قابل استفاده در احتمال و آمار و همچنین ترکیبیات می‌باشد.
در ضمن برای هر عدد طبیعی z داریم:
{\displaystyle \Gamma (z)=(z-1)!\,}
همچنین می‌توان ثابت کرد که:
{\displaystyle \Gamma (z+1)=z.\Gamma (z)=z.(z-1)!\,}
این تابع در بسیاری از تابع‌های توزیع احتمال ظاهر می‌شود و در زمینه‌های مختلفی از جمله آمار و احتمال کاربرد دارد.